# Dabbanagadde, Tirthahalli
Dabbanagadde là một làng thuộc tehsil Tirthahalli, huyện Shimoga, bang Karnataka, Ấn Độ.